# Март

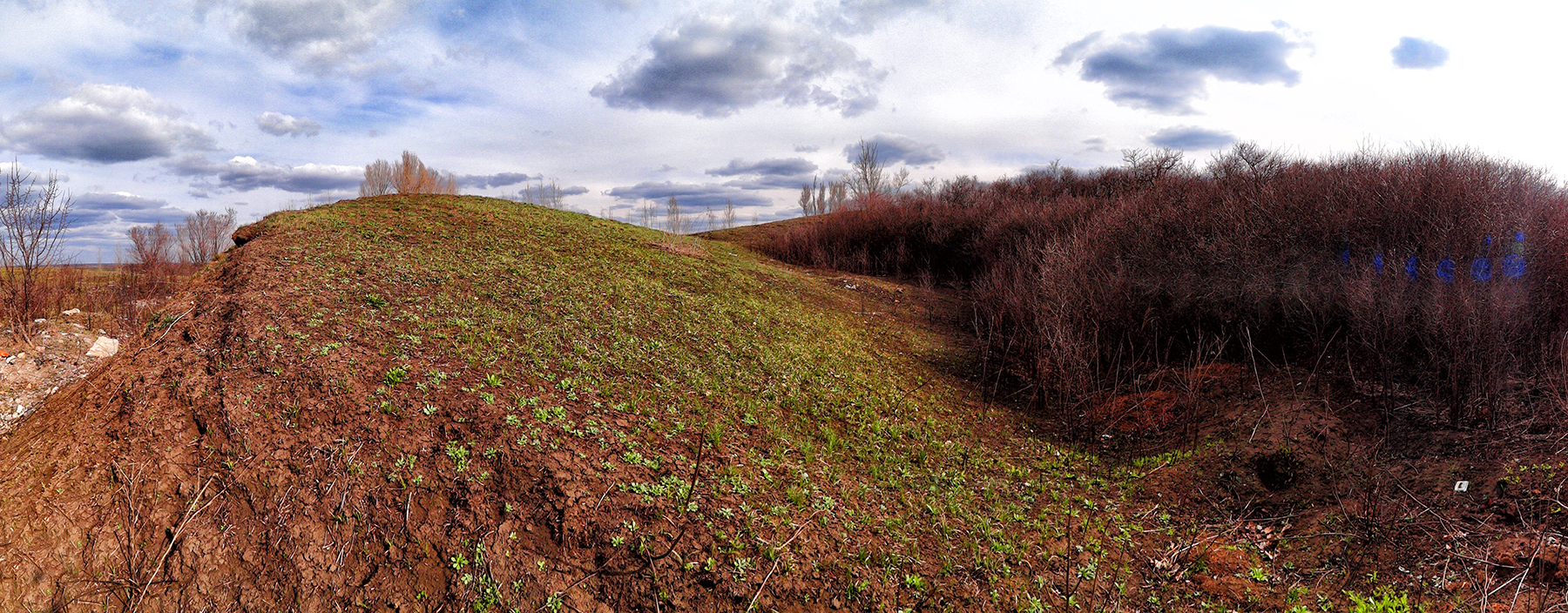
Холмистая местность в марте

Март (от лат. Mārtius mēnsis — Марсов месяц) — третий месяц года в юлианском и григорианском календарях, первый месяц староримского года, начинавшегося до реформы Юлия Цезаря с марта. Один из семи месяцев длиной в 31 день. В Северном полушарии Земли март является первым месяцем весны, в Южном полушарии — первым месяцем осени.
В современную эпоху до 11 марта по григорианскому календарю солнце стоит в созвездии Водолея, с 11 марта — в созвездии Рыб (по другим данным — 12 марта).

## Статистика и описание
На этот месяц выпадает день весеннего равноденствия — 20 марта — день равен ночи.
Средний срок начала снеготаяния в Подмосковье — 16 марта, самый ранний — 3 февраля (1914), поздний — 10 апреля (1895).
Общая продолжительность солнечного сияния составляет 109,3 часа.
В конце марта на прогретых солнцем пригорках, где уже стаял снег, и проталинах могут появиться первые цветы. Раннее сокодвижение у берёзы.
Средние сроки прилёта птиц: грачи — около 12 марта, жаворонки — около 28 марта, скворцы — около 30 числа месяца. Первый помёт у зайца-беляка. У лосей вырастают новые рога. Медведь просыпается от зимней спячки.

## История и этимология

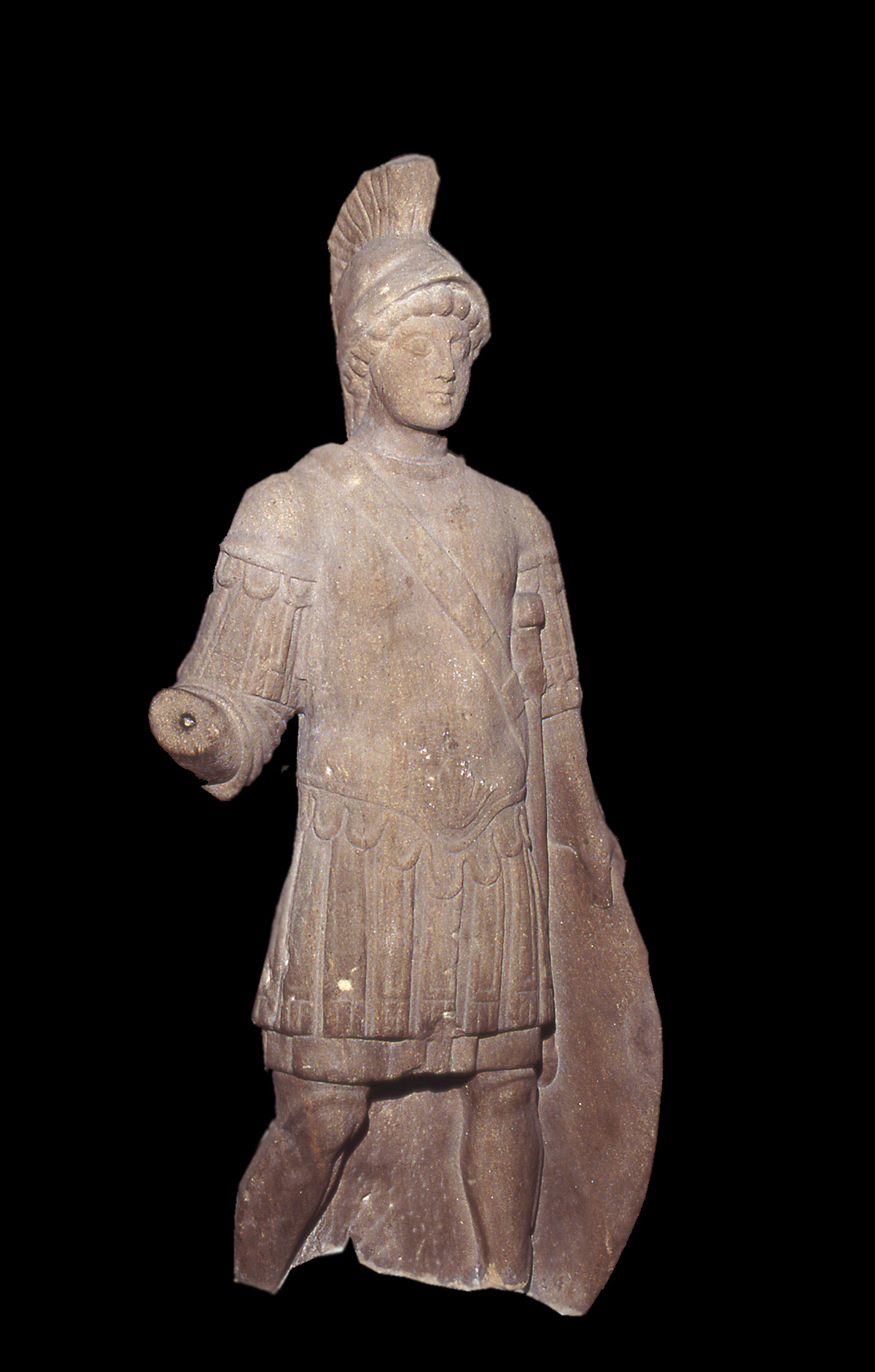
Статуя Марса (Йорк, начало IV в.), по имени которого назван март.

Своё название месяц получил в честь римского бога войны и охраны Марса. В Древнем Риме, где климат был относительно мягким, март был первым весенним месяцем, логической точкой для начала земледельческого года, и считался благоприятным временем для начала сезонной военной кампании.
Название «март» пришло в русский язык из Византии. В древней Руси до 1492 года март считался первым месяцем; когда год начали считать с сентября, до 1699 года он был седьмым; а с 1700-го— третьим. С марта начиналось русское пролетие («весна», слово, вышедшее ныне из книжного употребления). В некоторых русских диалектах первый день марта называется новичок. В прошлом 1 марта у российских крестьян оканчивались сроки по зимним наймам и начинались наймы весенние.
Великобритания и её колонии использовали за начальную точку отсчёта года 25 марта вплоть до 1752 года, когда в стране был принят григорианский календарь.
Исторические европейские названия марта включают саксонские имена Lentmonat (назван в честь равноденствия и удлинения дня), также Rhed-Monat или Hreth-monath (в честь саксонской богини Rhedam или Hreth, которой в этом месяце приносили жертвы). Англы называли март Hyld-monath («месяц бурь»). В древнерусском календаре (до утверждения христианства) месяц назывался сухий, в народных месяцесловах также — зимобор, протальник, грачевник, капельник.

## На других языках

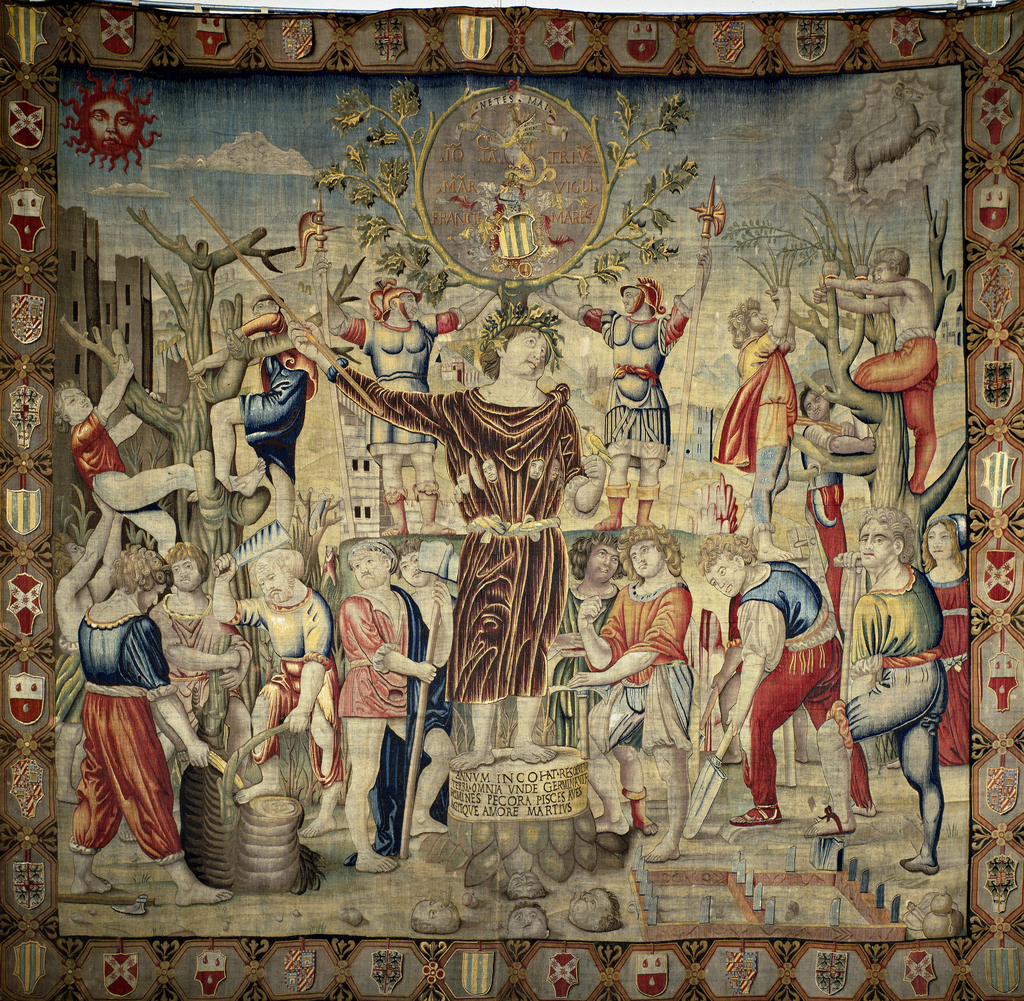
Шпалера «Март» (1503—1509), один из двенадцати, вытканый для маркиза Джан Джакомо Тривульцио (Италия).

В большинстве языков Европы название марта соответствует латинской традиции. Однако есть несколько исключений.
На финском языке месяц называется maaliskuu от maallinen kuu — «месяц земли» — в это время из-под снега показывается земля. На чешском языке март называется březen, на украинском — березень, от слова «берёза», у которых начинается сокодвижение. Близко по смыслу белорусское наименование сакавік, от слова «сок» (подразумевая — берёзовый). На хорватском языке март — ožujak, предполагается, что имя произошло от хорватского слова, означающего «ложь», что указывает на двойственность, изменчивость погоды в этот период. На литовском языке называется kovas, буквально — «грач».
На казахском языке март месяц — «Наурыз», соответственно связан с праздником «Новруз», который празднуется в тот же месяц.
В современных китайском и японском языках март обозначен как «третий месяц».
На якутском языке месяц март именуется — «Кулун тутар», что переводится как «месяц приёма жеребят». В этом месяце рождается много жеребят у кобыл, а рождение жеребят символизирует новую жизнь. Так как коневодство является одним из основных видов ведения хозяйства у якутов, рождение жеребят имеет для них очень большой смысл.

## Праздники

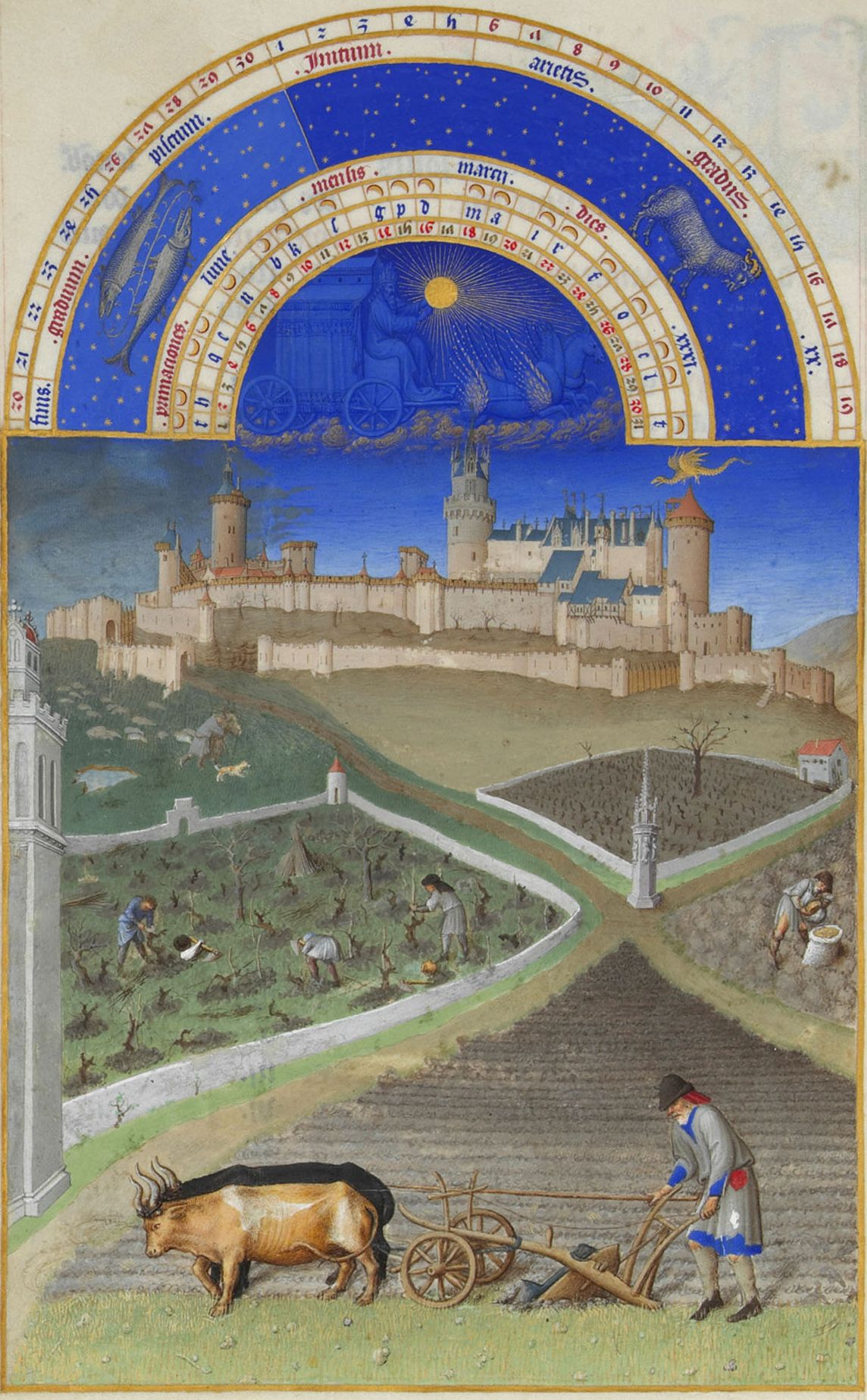
«Март» (Великолепный часослов герцога Беррийского, 1410—1490-е)

- Первое воскресенье марта — Международный день детского телевидения и радиовещания.
- 1 марта — Национальный день цветных женщин.
- 3 марта — Всемирный день писателя.
- 5 марта — День работника судебной системы Киргизии.
- Вторая суббота — День землеустроителя Украины
- Второе воскресенье марта — День работников геодезии и картографии в России.
- 8 марта — Международный женский день.
- 9 марта — Международный день диджея.
- 11 марта — День работника органов наркоконтроля в России; День таджикской печати.
- 12 марта — День посадки деревьев в Китае.
- 14 марта — неофициальный День числа пи; Международный день действий против плотин.
- Третье воскресенье — День работников торговли, бытового обслуживания населения и жилищно-коммунального хозяйства в России.
- 16 марта — День национального бокса Муай Тай в Таиланде.
- 17 марта — День святого Патрика в Ирландии, Северной Ирландии и в канадской провинции Ньюфаундленд и Лабрадор.
- 19 марта — День моряка-подводника в России.
- 20 марта — Международный день франкофонии.
- 21 марта — Всемирный день поэзии.
- 21—23 марта — Новруз — праздник весны и начала нового года у иранских и тюркских народов.
- 23 марта — Всеукраинский день работников культуры и любителей народного искусства.
- 25 марта — День работника культуры в России; праздник Благовещения Пресвятой Богородицы у христиан, использующих «новый стиль». День Независимости Греции.
- 26 марта — День внутренних войск МВД Украины.
- 27 марта —
  - День внутренних войск МВД России;
  - Всемирный день театра.
- 28 марта — День сотрудников органов национальной безопасности Азербайджана.
- 29 марта — День специалиста юридической службы в России.
- 31 марта — День Сесара Чавеса.

## В культуре

### Изобразительное искусство
- Март — картина Исаака Левитана, 1895
- Ранняя весна — картина Алексея Саврасова, 1880-е

### Кинематограф
- Ранняя весна — японский фильм, драма, 1956 год

### Поэзия
- Весна в лесу (1956), Весеннею порою льда (1931), Март (1947), Ледоход (1916) — стихотворения Бориса Пастернака

## Русские поговорки и приметы

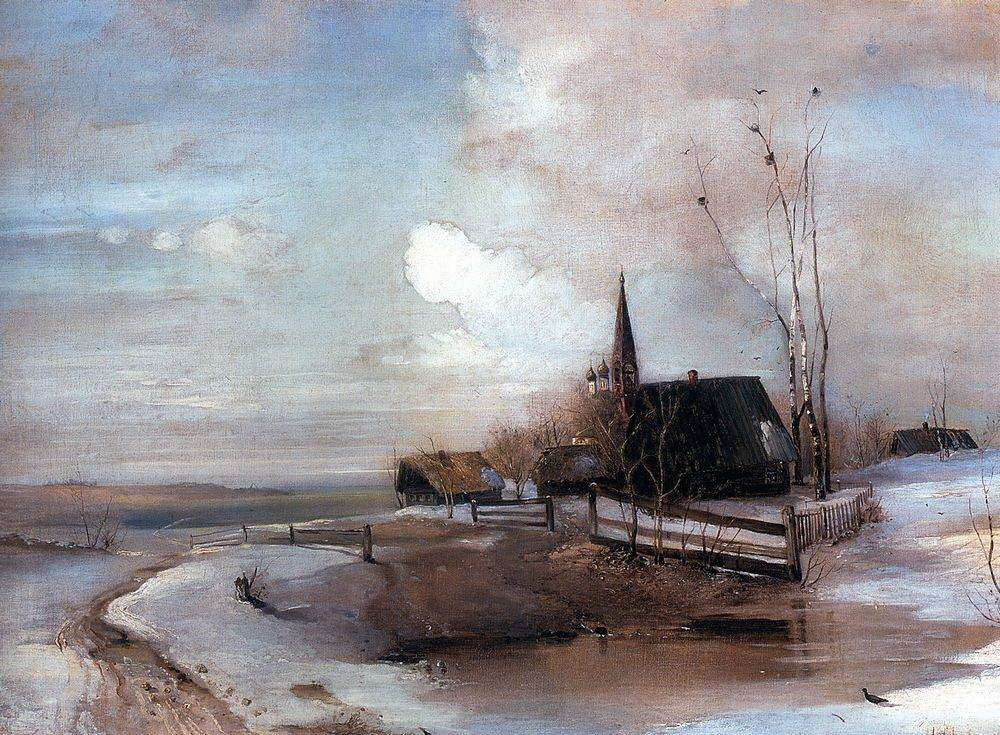
«Ранняя весна» (А. К. Саврасов, 1880-е)

- Март — не весна, а предвесенье[6]